# Lasioglossum recantans
Lasioglossum recantans là một loài Hymenoptera trong họ Halictidae. Loài này được Cockerell mô tả khoa học năm 1912.